# Karol Fąferko
Karol Fąferko (ur. 1849 w Wadowicach, zm. 1923) – wieloletni proboszcz i dziekan w Pilźnie, honorowy obywatel miasta Pilzna.

## Życiorys
Karol Fąferko urodził się w 1849 r. w Wadowicach, jako syn Andrzeja i Marianny. W rodzinnym mieście ukończył szkołę podstawową, to prawdopodobnie tam lub (w Tarnowie) uczęszczał do gimnazjum. W Tarnowie studiował teologię i 15 lipca 1872 r. przyjął z rąk bpa Józefa Alojzego Pukalskiego święcenia kapłańskie. Jako kapłan pełnił funkcję wikariusza w Gdowie (od 9 sierpnia 1872 r.) oraz w Żywcu (od 7 października 1875 r.), został proboszczem w Siemiechowie (21 lutego 1877 r.), a następnie w Pilźnie (14 października 1890 r.). Od 14 listopada 1890 r. pełnił funkcję dziekana dekanatu Pilzno. Był inicjatorem remontu kościoła św. Jana Chrzciciela, jest fundatorem ołtarza Serca Jezusowego. Udzielał się w organizacjach mieszczańskich. Wybudował wikarówkę oraz dom dla organisty i kościelnego, przed śmiercią cały majątek przekazał na budowę w Pilźnie ochronki. Zmarł w 1923 r., spoczywa na cmentarzu w Pilźnie. Na jego grobie mieszkańcy miasta wznieśli pomnik.